# Mirza Lagumdzija
Mirza Lagumdzija (ur. 18 maja 2001) – turecki siatkarz pochodzenia bośniackiego, reprezentant kraju, grający na pozycji przyjmującego. 
Jego ojciec o imieniu Ekrem był siatkarzem i również starszy brat Adis uprawia siatkówkę. 

## Sukcesy klubowe
Puchar Turcji:
- 2022[5], 2024[6]

Mistrzostwo Turcji:
- 2024[7]

## Sukcesy reprezentacyjne
Mistrzostwa Europy U-17:
- 2017

Liga Europejska:
- 2021[8], 2023[9]
- 2022[10]